# John Marshall Watson
 John Marshall "Wattie" Watson (4 de maig del 1946, Belfast, Irlanda del Nord) va ser un pilot de curses automobilístiques britànic que va arribar a disputar curses de Fórmula 1. John Watson va debutar a la novena cursa de la temporada 1973 (la 24a temporada de la història) del campionat del món de la Fórmula 1, disputant el 14 de juliol del 1973 el GP de la Gran Bretanya al circuit de Silverstone.
Va participar en 154 curses puntuables pel campionat de la F1, disputades en dotze temporades consecutives (1973-1985), aconseguint cinc victòries (vint podis) i assolí 169 punts pel campionat del món de pilots, amb un tercer lloc com a millor classificació final en una temporada (1982).

## Resultats a la Fórmula 1
| Any  | Equip                          | Xassís  | Motor      | 1         | 2       | 3         | 4         | 5       | 6       | 7       | 8       | 9       | 10      | 11      | 12      | 13      | 14      | 15      | 16      | 17      | Posició | Punts |
| ---- | ------------------------------ | ------- | ---------- | --------- | ------- | --------- | --------- | ------- | ------- | ------- | ------- | ------- | ------- | ------- | ------- | ------- | ------- | ------- | ------- | ------- | ------- | ----- |
| 1973 | Ceramica Pagnossin Team MRD    | Brabham | Ford       | ARG       | BRA     | SUD       | ESP       | BEL     | MON     | SUE     | FRA     | GBR Ret | HOL     | ALE     | AUT     | ITA     | CAN     |         |         |         | -       | 0     |
| 1973 | Ceramica Pagnossin Team MRD    | Brabham | Ford       |           |         |           |           |         |         |         |         |         |         |         |         |         |         | USA Ret |         |         | -       | 0     |
| 1974 | Goldie Hexagon Racing          | Brabham | Ford       | ARG 12    | BRA Ret | SUD Ret   | ESP 11    | BEL 11  | MON 6   | SUE 11  | HOL 7   | FRA 16  | GBR 11  |         |         |         |         |         |         |         | 15è     | 6     |
| 1974 | Goldie Hexagon Racing          | Brabham | Ford       |           |         |           |           |         |         |         |         |         |         | ALE Ret | AUT 4   | ITA 7   | CAN Ret | USA 5   |         |         | 15è     | 6     |
| 1975 | Team Surtees                   | Surtees | Ford       | ARG DSQ   | BRA 10  | SUD 16    | ESP 8     | MON Ret | BEL 10  | SUE 16  | HOL Ret | FRA 13  | GBR 11  |         | AUT 10  | ITA     |         |         |         |         | -       | 0     |
| 1975 | John Player Team Lotus         | Lotus   | Ford       |           |         |           |           |         |         |         |         |         |         | ALE Ret |         |         |         |         |         |         | -       | 0     |
| 1975 | Penske Cars                    | Penske  | Ford       |           |         |           |           |         |         |         |         |         |         |         |         |         | USA 9   |         |         |         | -       | 0     |
| 1976 | Citibank Team Penske           | Penske  | Ford       | BRA Ret   | SUD 5   | O.USA Ret | ESP Ret   | BEL 7   | MON 10  |         |         |         |         |         |         |         |         |         |         |         | 7è      | 20    |
| 1976 | Citibank Team Penske           | Penske  | Ford       |           |         |           |           |         |         | SUE Ret | FRA 3   | GBR 3   | ALE 7   | AUT 1   | HOL Ret | ITA 11  | CAN 10  | USA 6   | JPN Ret |         | 7è      | 20    |
| 1977 | Martini Racing                 | Brabham | Alfa Romeo | ARG Ret   | BRA Ret | SUD 6     | O.USA DSQ | ESP Ret | MON Ret | BEL Ret | SUE 5   | FRA 2   | GBR Ret | ALE Ret | AUT 8   | HOL Ret | ITA Ret | USA 12  | CAN Ret | JPN Ret | 13è     | 9     |
| 1978 | Parmalat Racing Team           | Brabham | Alfa Romeo | ARG Ret   | BRA 8   |           |           |         |         |         |         |         |         |         |         |         |         |         |         |         | 6è      | 25    |
| 1978 | Parmalat Racing Team           | Brabham | Alfa Romeo |           |         | SUD 3     | O.USA Ret | MON 4   | BEL Ret | ESP 5   | SUE Ret | FRA 4   | GBR 3   | ALE 7   | AUT 7   | HOL 4   | ITA 2   | USA Ret | CAN Ret |         | 6è      | 25    |
| 1979 | Marlboro Team McLaren          | McLaren | Ford       | ARG 3     | BRA 8   | SUD Ret   | O.USA Ret | ESP Ret | BEL 6   | MON 4   | FRA 11  |         |         |         |         |         |         |         |         |         | 9è      | 15    |
| 1979 | Marlboro Team McLaren          | McLaren | Ford       |           |         |           |           |         |         |         |         | GBR 4   | ALE 5   | AUT 9   | HOL Ret | ITA Ret | CAN 6   | USA 6   |         |         | 9è      | 15    |
| 1980 | Marlboro Team McLaren          | McLaren | Ford       | ARG Ret   | BRA 11  | SUD 11    |           |         |         |         |         |         |         |         |         |         |         |         |         |         | 11è     | 6     |
| 1980 | Marlboro Team McLaren          | McLaren | Ford       |           |         |           | O.USA 4   | BEL NC  | MON NVQ | FRA 7   | GBR 8   | ALE Ret | AUT Ret | HOL Ret | ITA Ret | CAN 4   | USA NC  |         |         |         | 11è     | 6     |
| 1981 | Marlboro McLaren International | McLaren | Ford       | O.USA Ret | BRA 8   |           |           |         |         |         |         |         |         |         |         |         |         |         |         |         | 6è      | 27    |
| 1981 | Marlboro McLaren International | McLaren | Ford       |           |         | ARG Ret   | MAR 10    | BEL 7   | MON Ret | ESP 3   | FRA 2   | GBR 1   | ALE 6   | AUT 6   | HOL Ret | ITA Ret | CAN 2   | LVG 7   |         |         | 6è      | 27    |
| 1982 | Marlboro McLaren International | McLaren | Ford       | SUD 6     | BRA 2   | O.USA 6   | MAR       | BEL 1   | MON Ret | E.USA 1 | CAN 3   | HOL 9   | GBR Ret | FRA Ret | ALE Ret | AUT 9   | SUI 13  | ITA 4   | LVG 2   |         | 3r      | 39    |
| 1983 | Marlboro McLaren International | McLaren | Ford       | BRA Ret   | O.USA 1 | FRA Ret   | SMR 5     | MON NVQ | BEL Ret | E.USA 3 | CAN 6   | GBR 9   | ALE 5   | AUT 9   | HOL 3   |         |         |         |         |         | 6è      | 22    |
| 1983 | Marlboro McLaren International | McLaren | TAG        |           |         |           |           |         |         |         |         |         |         |         |         | ITA Ret | EUR Ret | SUD DSQ |         |         | 6è      | 22    |
| 1985 | Marlboro McLaren International | McLaren | TAG        | BRA       | POR     | SMR       | MON       | CAN     | E.USA   | FRA     | GBR     | ALE     | AUT     | HOL     | ITA     | BEL     | EUR 7   | SUD     | AUS     |         | -       | 0     |

### Resum
| Curses: | Victòries: | Pòdiums: | Poles: | Voltes ràpides: | Punts: |
| ------- | ---------- | -------- | ------ | --------------- | ------ |
| 154     | 5          | 20       | 2      | 5               | 169    |